# Kondor B.I
Kondor B.I – niemiecki dwupłatowy samolot szkolny z okresu I wojny światowej, zaprojektowany i zbudowany w niemieckiej wytwórni Kondor Flugzeugwerke w Essen.

## Historia
W końcu 1917 roku w zakładach Kondor Flugzeugwerke w Essen zbudowano prototyp samolotu szkolnego, który został oblatany w styczniu 1918 roku. Był to konwencjonalny dwupłat o drewnianej konstrukcji z kadłubem pokrytym sklejką, z dużą dwuosobową kabiną. Dwie duże chłodnice zostały umieszczone po bokach kadłuba, a lotki zostały zamontowane na wszystkich czterech końcówkach skrzydeł, aby zapewnić lepszą zwrotność. Do napędu maszyny zastosowano silnik rzędowy Mercedes D.II. Samolot wyróżniała prosta konstrukcja wykorzystująca minimalną liczbę części, z wymiennością komponentów i zastosowaniem prefabrykatów.

## Opis konstrukcji i dane techniczne
Kondor B.I był jednosilnikowym, dwuosobowym dwupłatem szkolnym konstrukcji drewnianej. Lotki na obu płatach. Masa pustego płatowca wynosiła 806 kg, zaś masa startowa – 1150 kg. Napęd stanowił chłodzony cieczą 6-cylindrowy silnik rzędowy Mercedes D.II o mocy 88 kW (120 KM).
Samolot nie był uzbrojony.